# Thénisy
Thénisy ist eine französische Gemeinde im Département Seine-et-Marne in der Region Île-de-France. Sie gehört zum Arrondissement Provins und zum Kanton Provins (bis 2015: Donnemarie-Dontilly). Die Bewohner nennen sich Ténisiens. Thénisy grenzt im Nordwesten an Cessoy-en-Montois, im Norden an Sognolles-en-Montois, im Nordosten an Savins, im Osten und im Südosten an Paroy, im Südwesten an Sigy und im Westen an Mons-en-Montois.

## Bevölkerungsentwicklung
| Jahr      | 1962 | 1968 | 1975 | 1982 | 1990 | 1999 | 2008 | 2013 | 2022 |
| --------- | ---- | ---- | ---- | ---- | ---- | ---- | ---- | ---- | ---- |
| Einwohner | 204  | 193  | 175  | 156  | 215  | 239  | 277  | 284  | 305  |

## Sehenswürdigkeiten
siehe auch: Liste der Monuments historiques in Thénisy
- Dreifaltigkeitskirche (Église de la Sainte-Trinité)
- Waschhaus, erbaut 1880

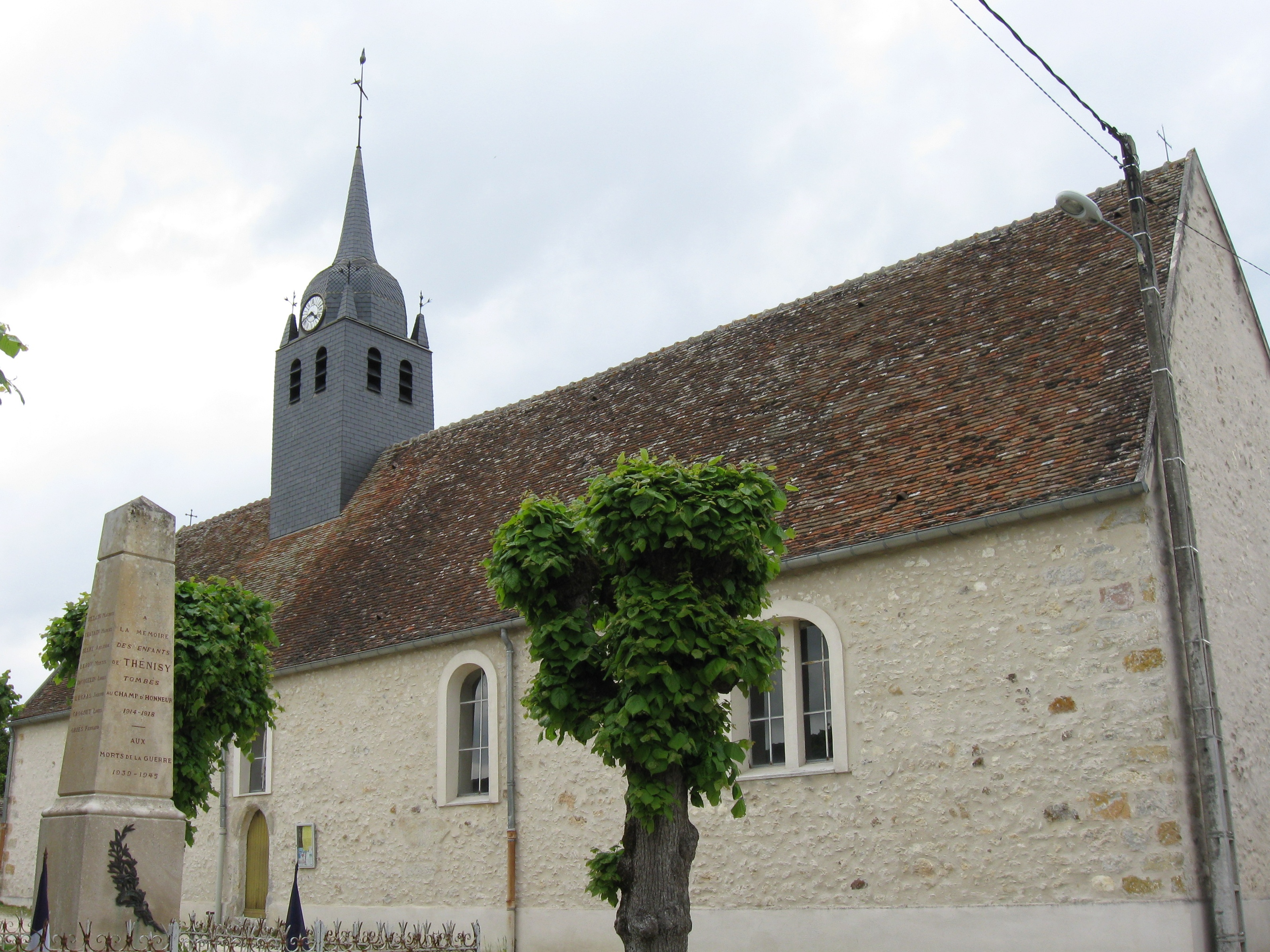
Dreifaltigkeitskirche
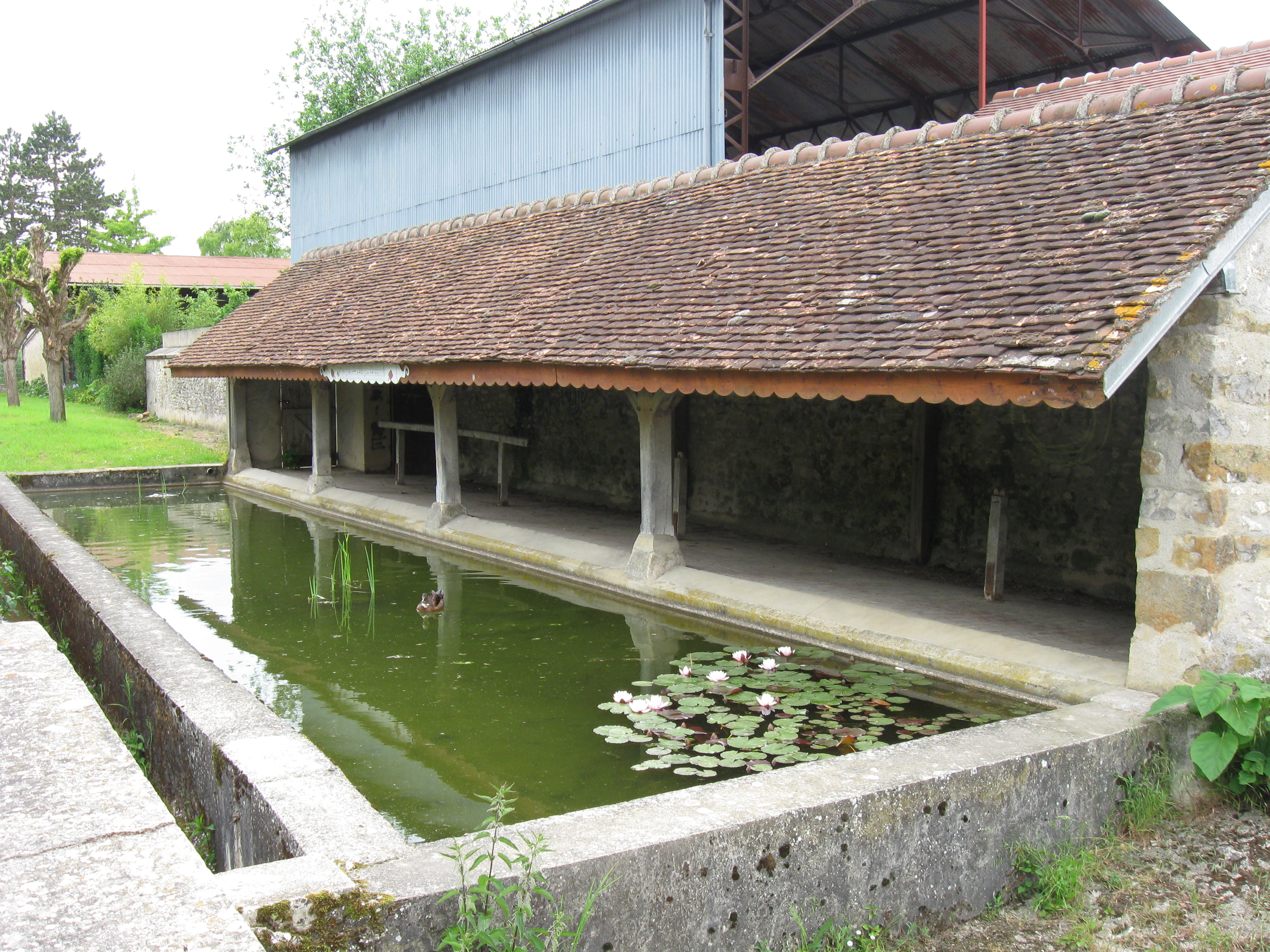
Waschhaus